# Good Time Jazz Records
Good Time Jazz Records was een Amerikaans jazz-platenlabel.
Het werd in 1949 opgericht door Lester Koenig in Los Angeles. Het label bracht nieuw materiaal uit, maar ook heruitgaven van klassieke jazz. Artiesten wier muziek op het label uitkwam, waren onder meer Jelly Roll Morton, Bunk Johnson, Kid Ory, George Lewis, Willie "the Lion" Smith, Burt Bales, Wally Rose, Luckey Roberts, Lu Watters, Bob Scobey, Johnny Wiggs, Sharkey Bonano en Don Ewell.
Het label werd later deel van Koenigs Contemporary Records en staakte zijn activiteiten in 1969. Na de dood van Koenig in 1977 werd de catalogus verkocht aan Fantasy Records, dat een deel van het materiaal op anthologieën uitbracht. Fantasy Records werd in 2004 overgenomen door Concord Jazz.